# آنتونیا زگرز
آنتونیا زگرز اوپورتوت (متولد ۲۹ ژوئن ۱۹۷۲)، بازیگر سرشناس شیلیایی است که با حضور در آثار سینمایی مطرحی مانند تونی مانرو (۲۰۰۸)، پس از مرگ (۲۰۱۰)، "L vida de los peces (۲۰۱۰)، شماره (۲۰۱۲)، باشگاه (۲۰۱۵) و یک زن شگفت‌انگیز (۲۰۱۷) به شهرت بین‌المللی دست یافت. فیلم یک زن شگفت‌انگیز موفق به دریافت جایزه اسکار بهترین فیلم خارجی زبان در سال ۲۰۱۷ شد.

## زندگی و حرفه
آنتونیا دختر فرناندو زگرز هوچیلد (متخصص زنان برجسته) و مونیکا اوپورتوت سالباخ (عکاس ماجراجو و بودایی) است. او تحصیلات خود را در مدرسه سنت جورج سانتیاگو آغاز کرد و سپس در مدرسه تئاتر گوستاوو مزا (که اکنون با نام تئاتر تصویر شناخته می‌شود) به تحصیل هنر پرداخت. آنتونیا یک خواهر کوچکتر به نام امیلیا دارد.
حرفه تلویزیونی او با بازی در تله‌نوول‌های شبکه ملی شیلی مانند:
Iorana
La Fiera
Romané
Pampa Illusion
El circo de las Montini
Puertas adentro
Los Pincheira
Amor por accidente
آغاز شد. خود آنتونیا اشاره کرده که از میان تمام نقش‌هایش، شخصیت‌های آسونسیون در Los Pincheira و ماریا جاکوبه در Romané را بیشتر دوست دارد.
اولین حضور سینمایی آنتونیا در سال ۱۹۹۵ با فیلم En tu casa a las ocho ساخته کریستین لوکاس بود. از آن زمان او در دوازده فیلم سینمایی ظاهر شده که اغلب آنها آثار پابلو لارین (کارگردان سرشناس شیلیایی) و همچنین فیلم‌هایی از کارگردانان مطرح دیگری مانند ماتیاس بیزه و مارالی ریواس بوده‌اند.  
آنتونیا برای بازی در فیلم Los perros جایزه ستاره هاوانا برای بهترین بازیگر زن از نوزدهمین جشنواره فیلم هاوانا نیویورک را دریافت کرد.
از جمله نمایش‌های مهمی که آنتونیا در آن‌ها ایفای نقش کرده می‌توان به:
استان مرکزی
پکادو
مادر
نومانسیا
فین دل کسوف، اشاره کرد.

## زندگی شخصی
آنتونیا بین سال‌های ۲۰۰۱ تا ۲۰۰۴ با بازیگر ریکاردو فرناندز رابطه داشت.  
در سال ۲۰۰۶ با کارگردان مشهور پابلو لارین آشنا شد و در ۲۰۰۸ با او ازدواج کرد. این زوج که دو فرزند به نام‌های خوانا و پاسکوال دارند، در اواخر سال ۲۰۱۴ از هم جدا شدند.

## فیلم شناسی برگزیده
| سال     | عنوان                                                           | نقش                 | یادداشت ها |
| ------- | --------------------------------------------------------------- | ------------------- | ---------- |
| 2008    | تونی مانرو                                                      | تهیه کننده تلویزیون |            |
| 2010    | پست مرگ                                                         | نانسی پوئلما        |            |
| 2010    | زندگی ماهی                                                      |                     |            |
| 2013    | خیر                                                             | ورونیکا کارواخال    |            |
| 2015    | باشگاه                                                          | مادر مونیکا         |            |
| 2015    | خاطره آب                                                        |                     |            |
| 2016    | تو هرگز تنها نخواهی بود                                         |                     |            |
| 2016    | نرودا                                                           |                     |            |
| 2016    | بدون فیلتر                                                      |                     |            |
| 2017    | یک زن فوق العاده                                                |                     |            |
| 2019-20 | کرامت                                                           | پاملا رودریگز       |            |
| 2022    | سحر کیهانی                                                      | الیزه               |            |
| 2022    | مجازات                                                          | آنا                 |            |
| 2023    | ال کوند                                                         | جاسینتا             |            |
| 2024    | اکثر مردم یکشنبه ها می میرند (Los domingos mueren más personas) |                     |            |
| 2024    | تبعیدیان (لس تورتوگا)                                           | دلیا                | [ ۳ ]      |

## لینک های خارجی
- آنتونیا زگرز در بانک اطلاعات اینترنتی فیلم‌ها (IMDb)